# Robert Poynter
Robert Poynter (* 5. Dezember 1937) ist ein ehemaliger US-amerikanischer Sprinter.
1959 wurde er bei den Panamerikanischen Spielen in Chicago Vierter über 100 m und siegte in der 4-mal-100-Meter-Staffel.

## Persönliche Bestzeiten
- 100 Yards: 9,4 s, 30. Mai 1959, Modesto
- 100 m: 10,3 s, 18. Juli 1959, Philadelphia
- 200 m: 20,7 s, 1. Mai 1964, San José